# Potkraj
Potkraj es un pueblo de la municipalidad de Donji Vakuf, en el cantón de Bosnia Central, Bosnia y Herzegovina.

## Superficie
Posee una superficie de 1,0 kilómetro cuadrado.

## Demografía
Hasta 2013 la población era de 58 habitantes, con una densidad de población de 57,8 habitantes por kilómetro cuadrado.